# 疏花针茅
疏花针茅（学名：Stipa penicillata）为禾本科针茅属下的一个种。

## 扩展阅读
- 維基物種上的相關：疏花针茅